# ديفيد أيالا
ديفيد أيالا (بالإسبانية: David Ayala)‏ هو لاعب كرة قدم أرجنتيني في مركز الوسط، ولد في 26 يوليو 2002 في بوينس آيرس في الأرجنتين. لعب مع إستوديانتيس دي لا بلاتا.

## وصلات خارجية
- ديفيد أيالا على موقع الدوري الأمريكي (الإنجليزية)
- ديفيد أيالا على موقع قاعدة بيانات كرة القدم.إي يو (الإنجليزية)
- ديفيد أيالا على موقع Soccerway.com (الإنجليزية)